# سيباستيان بورتو
سيباستيان بورتو (بالإسبانية: Sebastián Porto)‏ هو متسابق دراجات نارية أرجنتيني. نافس في سباقات بطولة العالم لفئة 250 سي سي ولفئة 50 سي سي.

## سباقات فاز بها
- جائزة ريو دي جانيرو الكبرى للدراجات النارية 2002

## روابط خارجية
- سيباستيان بورتو على موقع MotoGP.com (الإنجليزية)